# ريتشارد مارتن ستيرن
ريتشارد مارتن ستيرن (بالإنجليزية: Richard Martin Stern)‏‏ (17 مارس 1915 في فريسنو، كاليفورنيا - 31 أكتوبر 2001 في سانتا فيه، نيومكسيكو) كاتب، وروائي من الولايات المتحدة.

## الجوائز
- جائزة إدغار

## روابط خارجية
- ريتشارد مارتن ستيرن على موقع IMDb (الإنجليزية)
- ريتشارد مارتن ستيرن على موقع قاعدة بيانات الفيلم (الإنجليزية)